# 24 JAPAN
『24 JAPAN』（トゥエンティフォー・ジャパン）は、テレビ朝日制作による日本の連続ドラマ。アメリカ合衆国の連続ドラマ『24 -TWENTY FOUR-』(24)のシーズン1を元にした、長坂秀佳脚本の脚色によるリメイクである。
2020年10月9日から2021年3月26日までテレビ朝日「金曜ナイトドラマ」枠にて放送されていたテレビドラマ。設定や展開を2020年の日本に置き換えて最新テクノロジーと世界情勢を織り交ぜた、日本初のリアルタイムサスペンスとして描く。
ABEMA・TELASAでも配信され、配信版では本編がディレクターズカット版として地上波で放送されたものより多くのシーンを見ることができ、更に本編終了後に本編と連動した日本版オリジナルエピソードが収録されている。

## あらすじ
10月11日、「日本初の女性総理」が期待されている総選挙当日を迎えた深夜0時。
内閣府所轄のCTU（テロ対策ユニット）の第1支部A班の班長・獅堂現馬は、家族と自宅で和やかに過ごしていたが、自室に戻った娘の美有がこっそり家を抜け出したことが判明する。現馬は美有を捜そうとした直後、「24時間以内に、総理候補・朝倉麗の暗殺計画がある」との情報が入り、CTUへの緊急招集がかかる。
CTU東京本部長・郷中兵輔は、「CTUの中に、暗殺計画に関わる内通者がいる」と現馬に告げ、秘密裏に調査を命じる。さらに、CTU第1支部長・鬼束元司が現れ、新情報を現馬にもたらす。しかし、鬼束の言動を不審に感じた現馬は、鬼束の携帯電話を傍受した上に、手荒い方法で鬼束に尋問を行う。
そんな中、ひとり自宅に残され一人娘の身を案じていた現馬の妻・六花のもとに、美有と共に夜遊びをしている寿々の父親から電話がかかってくる。さらにその頃、国内を飛行中の旅客機内では、朝倉麗を撮影する予定のカメラマン・皆川の隣席になった氷川七々美が皆川の私物を奪い、その証拠隠滅のため旅客機爆破を決行する。（第一話）

## キャスト

### 獅堂家
獅堂現馬（しどう げんば）
原作 - ジャック・バウアー
演 - 唐沢寿明
本作の主人公。CTU（テロ対策ユニット）第1支部A班の班長。
7年前の同日、マドレーバ連邦で8名の部下を率いて「夜のとばり作戦」の任務に実行責任者として就いていた。「夜のとばり作戦」は、8名の殉職者を出しながらもテロリストを壊滅させたが、今回の事件のきっかけとなった。使用武器は主にグロック17(サイレンサー装着時あり)およびSIGP228(水石を撃つ際に使用)。襲撃時にはドットサイト付きのMP5A3を使用した。最終決戦ではP230JPおよびニューナンブM60を使用した。
獅堂六花（しどう りっか）
原作 - テリー・バウアー
演 - 木村多江
現馬の妻。
一時期、ある理由から現馬とは別居していたが、現在は良好な関係を築いている。
家を抜け出した美有がワールド家具センターにいる可能性があるため、同じく家を抜け出した娘を探している函崎要吾と一緒に向かう。水石からの電話で函崎要吾が実は函崎に成り済ました別人だと知る。
水石に心臓を銃で撃たれ死亡する。
獅堂美有（しどう みゆ）
原作 - キンバリー（キム）・バウアー
演 - 桜田ひより
現馬の娘。
両親が別居していた理由を知らず、母である六花とはギクシャクした関係が続いている。

### 朝倉家
朝倉麗（あさくら うらら）
原作 - デイビッド・パーマー
演 - 仲間由紀恵
野党・「民生党」の党首。日本初の女性総理候補。
7年前の法務大臣時代、総理直轄の極秘作戦本部の安全保障担当として、「夜のとばり作戦」決行の決断を行っており、現在も捜査関係各省庁に顔の利く存在。
過去に剣道の地区大会で優勝したことがある。
朝倉遥平（あさくら ようへい）
原作 - シェリー・パーマー
演 - 筒井道隆
麗の夫。
麗とは二人三脚で政治活動を行う。政治家の二世かつ高学歴ということもあり、政界にも顔が利く。
朝倉夕太（あさくら ゆうた）
原作 - キース・パーマー
演 - 今井悠貴
麗と遥平の息子。
しっかり者であり、家族思い。妹をレイプした男性を殺害した過去を持っている。
朝倉日奈（あさくら ひな）
原作 - ニコール・パーマー
演 - 森マリア
麗と遥平の娘。夕太の妹。
心優しい性格であるが、2年前にレイプされたことをずっと隠し続けている。
磯村滋子（いそむら しげこ）
演 - 水野久美
遥平の母。
遥平と麗が政治活動をしている間、孫たちの面倒を見ている。

### CTU関係者
水石伊月（みずいし いつき）
原作 - ニーナ・マイヤーズ
演 - 栗山千明
第1支部A班チーフ。現馬の元愛人。非常に高い能力を持つ職員であるが、裏の顔を持つ。
実はアンドレと繋がる内通者。アンドレには「ルナ」と名乗っている。正体がバレそうになり、車で逃げる所を現馬に阻まれ逮捕される。
南条巧（なんじょう たくみ）
原作 - トニー・アルメイダ
演 - 池内博之
第1支部A班暗号解析係長。水石の恋人。
デスクワーク中心であるものの、とっさの判断で獅堂家に赴き、六花を殺そうとしていたアサノを射殺する。使用拳銃はグロック17。。
明智菫（あけち すみれ）
原作 - ジェイミー・ファレル
演 - 朝倉あき
第1支部A班暗号解読係。一人で病気の息子のヒロシを育てているシングルマザーでもある。
実は神林と繋がる内通者。水石と南条に正体がバレ、確保される。一人にした時に手首を切っている状態で発見され、病院に搬送されるがその後死亡が確認される。
自殺だと思われていたが、水石に手首を切られ死亡していた。
田中瑛子（たなか えいこ）
演 - 遠田恵理香
第1支部A班暗号解析係。日本版オリジナルキャラクター。
マイロ
原作 - マイロ・プレスマン
演 - 時任勇気
第2支部暗号解析係。CTUの中でもその腕は群を抜いている。
水石に呼ばれ第1支部の応援にやってくる。事件中でもお菓子を食べ続けるなど自由奔放な性格。
尾田友也（おだ ともや）
演 - 井田友和
第1支部A班暗号解析係。日本版オリジナルキャラクター。
山田詩音
演 - 小山田織音
第1支部A班暗号解析係。現馬の部下。ホテルで待機している獅堂に無線でアレクシスが戻ってきたことを伝える。
木元広海（きもと ひろみ）
演 - 八木拓海
第1支部A班暗号解析係。日本版オリジナルキャラクター。
三上徹（みかみ とおる）
原作 - スコット・ベイラー
演 - 石垣佑磨
第3支部捜査員。
郷中に朝倉麗に関する情報が入ったCTU内通者のカードキーを渡すが、直後に何者かに射殺される。
郷中兵輔（さとなか へいすけ）
原作 - リチャード・ウォルシュ
演 - 村上弘明
東京本部長。
CTUに暗殺計画の内通者が潜んでいることを現馬に告げる。その後ミナトプラザビルで三上からCTU内通者のカードキーを受け取ったあと、銃を持った複数の連中に狙われ現馬に助けを求める。ビルから脱出する最中に銃撃され、現馬にカードキーを渡し死亡する。
鬼束元司（おにつか げんじ）
原作 - ジョージ・メイソン
演 - 佐野史郎
東京本部の第1支部長。初めに重要情報を持ってきたが中々渡さなかったため、現馬に麻酔銃で撃たれた。CTU内部調査時や、小畑が本部に戻った後、指揮を取る。
伊地知直行
演 - 坂田聡
東京本部渉外部の主任。
山口創二
演 - 清水伸
東京本部渉外部。伊地知の部下。現馬を連行直後に逃走される。
小畑緑子（おばた みどりこ）
原作 - アルバータ・グリーン
演 - 霧島れいか
行方を晦ませた現馬に代わり、CTU第1支部A班の新班長として赴任してくる。本部に呼び戻される。
山本直史
演 - 古河耕史
小畑緑子の部下。
中曽根尚道（なかそね なおみち）
原作 - ライアン・シャペル
演 - 相島一之
郷中の後任の新東京本部長。現馬と同期入局。
番場衛二 (ばんば えいじ)
原作 - ロバート・エリス
演 - 六角精児
CTU大阪支部。
「夜のとばり作戦」の実行指揮官。
麗の肝煎りで、暗殺犯の首謀者の素性や背景の情報収集の協力をする。犯人の国の風習『7年後に復讐する』が、今回の事件の動機である事を解明し、情報データ送信直後に暗殺犯の一味に絞殺されてしまう。
張本哲二（はりもと てつじ）
原作 - テディ・ハンリン
演 - 浜田学
現馬がアレクシスになりすます任務の際、本部から応援として派遣された射撃手。かつて現馬が彼の相棒を収賄で告発したことを恨み、今回の任務でもトラブルを起こす。
山崎
演 - 吉岡睦雄
第1支部A班。現馬の部下。隠れ家に移動した六花と美有の警護をする。アサノに射殺される。
都築
演 - 森岡豊
第1支部A班。現馬の部下。山崎とともに六花と美有の警護をする。アサノに殺される。
夏樹
演 - 日野出清
隠れ家に配置された捜査官。殺し屋に殺される。
芹沢
演 - 竹本守孝
隠れ家に配置された捜査官。殺し屋に殺される。
轟
演 - 古米翔大
隠れ家に配置された捜査官。殺し屋に殺される。
二宮
演 - 竹田和哲
隠れ家に配置された捜査官。殺し屋に殺される。
若松
演 - 中村尚輝
獅堂家の警護として派遣された。到着とほぼ同時にアサノに撃たれる。
阿川
演 - 鶏冠井孝介
鬼束の指示で収容施設に送られた応援部隊の隊員。ヘリで収容施設へ向かっているとき、鬼束に現在の状況を聞かれる。

### 美有の友人とその家族
長谷部研矢（はせべ けんや）
原作 - リック・アレン
演 - 上杉柊平
鮫島剛の友人。自称大学生。ニックネームは「KEN」。
実力的には剛の方が上のために従ってはいるが、根本的には紳士的で優しい性格。獅堂一家に協力し、逃げている所を銃撃されて腕を負傷した。現馬に治療して貰い、救助が来るまで貯水池近くの小屋に居ろと言われ一人残される。救助が来る頃には姿を消しており、自力でアジトを脱出し路線バスで逃亡する。その後は知り合いの家に辿り着いたが、そこで麻薬取引が行われており、警察に逮捕される。
鮫島剛（さめじま ごう）
原作 - ダン・マウンツ
演 - 犬飼貴丈
函崎寿々の友人。自称大学生。ニックネームは「GO」。
寿々とは男女の関係であり、基本的には明るい性格ではあるが、少しずつ本性が露わになっていく。
神林から300万の報酬を貰うため美有と寿々を誘拐した。神林に寿々がいないことを指摘された際、彼女は逆らったので始末したと嘘をつく。しかし病院に担ぎ込まれて手術を受けていることが分かり射殺される。
鮫島仁（さめじま じん）
原作 - フランク・アラード
演 - 蕨野友也
剛の兄。ニックネームは「JIN」。研矢と剛が神林から受け取るはずだった報酬で、麻薬取引を目論むも、囮捜査により警察に逮捕される。
函崎寿々（はこざき すず）
原作 - ジャネット・ヨーク
演 - 柳美稀
美有の友人。会計士をしている父と2人暮らし。
派手で自由奔放な性格。総選挙当日の真夜中に美有を夜遊びに誘う。しかし剛の目的は美有と寿々を誘拐することだった。美有と共に逃走を図る最中車に轢かれてしまう。聖マークス病院に運ばれ緊急手術を受ける。手術を終え多床室で安静にしていたが、函崎に成り済ました男に酸素吸入器の管を止められたあと口を塞がれたため窒息死する。
大草チハル（おおくさ ちはる）
原作 - メラニー
演 - 傳谷英里香
廃工場の一部を自室として住んでいる。逃亡する研矢を匿う。剛や仁とも関係がある。囮捜査により警察に逮捕される。当初は美有に対して酷く、逮捕された際に美有について嘘の証言をしているが、留置場で他の囚人から煙草を吸った事をなすりつけられた事で揉め、美有に助けられる。その後は今までの嘘を取り消し、車井に正直に話し美有を助けた。

### テロ組織
ビクター・林
原作 - ヴィクター・ドレーゼン
演 - 竜雷太
マドレーバ連邦を中心に活動していたテロ組織のリーダー。「夜のとばり作戦」で、妻と3人の娘が死亡した。現馬らはその際にビクターも死亡したと考えていたが実は生存しており、日本政府により特殊重罪人として拘束されている。
現馬に銃で撃たれ死亡する。
アンドレ・林
原作 - アンドレ・ドレーゼン
演 - 村上淳
物語の当日、プライベートジェットにて来日（物語の4日前に東京でアレクシスと打ち合わせ後、その翌日に一旦マドレーバ連邦に帰国している）。神林を雇い、獅堂一家及び麗の暗殺、さらに父の奪還を目論んでいる。
現馬に銃で撃たれ死亡する。
アレクシス・林
原作 - アレクシス・ドレーゼン
演 - 武田航平
アンドレの弟。殺し屋で次の計画を進める最中、三保に刺され一命は取り留め入院するが、人質となった獅堂との交換条件として病院から林一家のアジトに身柄を移した所で容体が急変して死亡した。
神林民三（かんばやし たみぞう）
原作 - アイラ・ゲインズ
演 - 高橋和也
裏社会で生きる謎の男。テロ実行チームのボス。総選挙当日に不穏な動きを見せる。
人質にしていた六花と美有を現馬に助け出され、あとを追うが獅堂との銃撃戦の末に射殺される。
函崎要吾（はこざき ようご）
原作 - アラン・ヨーク
演 - 神尾佑
寿々の父。会計士の仕事をしている。男手ひとつで寿々を育てている。
実は函崎に成り済ました神林の仲間で公安警察所属の元警察官。本名は「音守清介（おともり せいすけ）」。本物の函崎は音守に殺害されていた。神林からの留守電で六花に正体がバレたことを知る。アンドレに用済みと判断され、アレクシスに射殺される。
氷川七々美（ひかわ ななみ）
原作 - マンディ
演 - 片瀬那奈
謎の美女。
抜群のスタイルを武器に、目的のためならば手段を選ばない大胆不敵な性格。神林との取引後、消息不明となる。
皆川恒彦（みながわ つねひこ）
原作 - マーティン・ベルキン
演 - 前川泰之
世界を股にかけるプロのカメラマン。
これまでに数多くのセレブを写真に収めてきたが、朝倉麗を撮影するために緊急帰国する。ニューヨーク発羽田行きのアメリカニューブレイブエアライン355便内で自身のIDカードを七々美に盗まれた後、旅客機が爆破され千葉県沖に墜落し死亡するが、同じ顔をした暗殺犯が麗の命を狙う（前川の一人二役）。偽の皆川は麗の暗殺を現馬に阻止された後、消息不明となった。
谷亜矢子（たに あやこ）
原作 - ブリジット
演 - 長井短
七々美の仲間。七々美が皆川恒彦のIDカードを埋めた後にバイクで現れてIDカードを掘り出す。IDカードを隠し神林に1億の報酬の上乗せをする。神林が要求を呑んだあとIDカードを渡すが直後に射殺される。
陳元永福
演 - 渋谷謙人
CTU内通者のカードキーのデータにあった東京スペリアルホテルにいた男。
横田巡査部長殺しで逮捕され大塚南警察署に連行された。現馬の協力のもと脱走し仲間と連絡を取るが、追ってきた鬼束たちに捕まり連行される。
市来三次
演 - 山口大地
暗殺犯の一員。アンドレの指示で六花と美有を殺しに来る。美有を襲っていた所を背後から六花に射殺される。
岸本
演 - 岸学
神林の手下。爆薬・薬物のプロ。地上波本編ではわずかな時間の登場に留まったが、配信スペシャル版では多くの回に登場。神林亡き後の行動は不明。
田口
演 - 菅原卓磨
暗殺犯の一員。神林らと共に逃げた獅堂一家を追う。六花と美有が隠れている建物内に来るが神林から指示が来て戻る。だがその時に二人を発見し、殺そうとする所を駆け付けた現馬に射殺された。
大滝
演 - 軍司眞人
朝倉麗の朝食会で現馬が香山理絵にメモを渡そうとしているのに気づき妨害する。
テッド・福井（てっど ふくい）
原作 - テッド・コフェル
演 - 飯田基祐
投資会社「ライラコム・インベストメンツ」の社長。明智菫のメールから捜査線上に浮上する。
父親はインドネシア人で母親は福岡出身の日本人。3人兄弟の長男で子供の頃に父親が死亡。子供の頃から親に連れられて海外を転々としていて、日本には7年前に来て今の会社を立ち上げる。
車中で現馬に『すべては自業自得。報いを受けろ！』とインドネシア語で叫び、ナイフで襲い掛かるが直後に心臓発作を起こす。現馬に妻子の居場所を問われるが、何も言わずそのまま死亡した。
アサノ・サンヤ
原作 - ヨハン・ミョビック
演 - 趙珉和
インドネシアから3日前に成田へ入った殺し屋。衣田記念総合病院で水石に名前を聞かれ、警視庁の前沢と名乗る。現馬の妻子の殺害を狙い、2人の行方を追う。六花らの居る自宅へ向かい、浜畑と杉浦を撃ち、六花を殺そうとするが、駆け付けた南条に射殺される。
ナカムラ・コーゴ
演 - 伊藤教人
コロンビアから2日前に成田へ入った殺し屋。隠れ家に移動した六花と美有を殺害しようとするが、背後から山崎に撃たれ死亡。
木村大介（きむら だいすけ）
演 - 阿部亮平
御殿場電力の社員。鳥獣保護区である御殿場A51地区を5分間停電させるため、アレクシスから大金で雇われるはずだった。現馬の前から逃走したところ、張本に撃たれ死亡。
軍司聡介（ぐんじ そうすけ）
演 - 山口祥行
突撃隊長。ビクターを救出するため特殊重罪人の監禁施設を襲う。
浪崎和吉（なみさき かずよし）
演 - 浜田晃
暴力団・浪崎組の組長。林一家と長い付き合いで、ビクター奪還後に浪崎家で匿うことをアンドレから依頼される。小百合が射殺された後ビクターに復讐しようとするが、和吉もビクターに射殺される。
浪崎小百合（なみさき さゆり）
演 - 樋井明日香
和吉の娘。現馬がビクターを脅すため人質にされるが、ビクターに射殺される。
佐々木
演 - 河原健二
ビクターの手下。茶色のバンで鈴ヶ丘東通り2853へ行き、重傷のアレクシスを引き取る。
森下
演 - 谷畑聡
ビクターの手下。美有にコーヒーを顔に掛けられ逃げられる。

### 朝倉党首の関係者
上州（じょうしゅう）
原作 - カール・ウェブ
演 - でんでん
闇の情報屋。
初の女性総理大臣候補である麗を高く評価しており、裏で麗を支えているが、むしろ遥平の意向に沿って動くことが多い。
長田孫六（おさだ まごろく）
原作 - マイク・ノヴィック
演 - 綾田俊樹
法律家。選挙参謀。麗から「孫さん」と呼ばれている。
2年前に夕太が日奈をレイプした少年を殺害した件で麗から相談されホテルに行く。
山城まどか（やましろ まどか）
原作 - モーリーン・キングスレー
演 - 櫻井淳子
ニュースキャスター。麗とは家族ぐるみの付き合い。
麗に電話をかけ、2年前に夕太が日奈をレイプした犯人を突き落として殺害したと話し、ニュースでその事実を公表しようとしていた。その後、麗の支援者に脅され夕太の件から手を引きホテルを去る。
秋山昇（あきやま のぼる）
原作 - パティ・ブルックス
演 - 内村遥
麗の議員秘書。
大変優秀な秘書で、麗のスピーチライターも務める。
遥平の指示で麗にハニートラップを仕掛けようとしたが見破られ、解雇される。
相川圭子（あいかわ けいこ）
演 - 川口雅子
麗の議員秘書。
金田一忠（きんだいち ただし）
原作 - アーロン・ピアース
演 - 天野慶久
SPの責任者。主任。
暗殺計画を知り、麗の警護のために派遣される。
相馬幸也
演 - 出合正幸
SP。金田一のバディ。
荒俣茂
演 - 谷田歩
SP。
香山理絵
演 - 佐藤真弓
選対チーフ。現馬の高校時代のクラスメイト。麗の朝食会で現馬と再会する。
小菅甚四郎
演 - 栗田芳宏
麗の最大の支援者。山城まどかの一件で麗の支援から手を引く。
葵塔子（あおい とうこ）
原作 - ジョージ・フェラガモ
演 - 西丸優子
葵メンタルクリニックの院長。夕太のカウンセラー。夕太の秘密を山城まどかに教えた。
葵メンタルクリニックでガス爆発が起き、塔子と思われる女性の遺体が運び出される。
真行寺三保（しんじょうじ みほ）
原作 - エリザベス・ナッシュ
演 - 皆本麻帆
選対スタッフ。暗殺犯の一味と知らずアレクシス・林と体の関係を持つ。囮捜査に協力するが、指示を無視しアレクシスを刺す。

### 警察関係者
横田君江（よこた きみえ）
演 - 李千鶴
大塚南警察署の巡査部長。10歳と13歳の子供がいる。
パトロール中に銃声を聞き、陳元永福を追っている現馬に遭遇し協力する。しかし陳元に人質とされ射殺される。
南和彦（みなみ かずひこ）
演 - 東龍之介
大塚南警察署の警察官。君江とパトロール中に銃声を聞き現場に向かう。
堀田源治
演 - ふるごおり雅浩
刑事課長。横田巡査部長殺しの陳元を連行する。
福島明成
演 - 井上肇
大塚南警察署の警部。現馬から陳元の取り調べをしたいと言われ、所定の手続きを厳守すると断るが、現馬の熱意に押されて許可する。
前沢
演 - 城間真
警視庁の警部補。
阿部
演 - 清田悠聖
警視庁捜査一課の刑事。六花と美有の事情聴取をするため、前沢と衣田記念総合病院にくる。
車井勉（くるまい つとむ）
原作 - クルーグマン
演 - 永岡佑
城西警察の麻薬捜査官。仁の麻薬取引にて囮捜査を行い、仁ら8名の逮捕につなげた。美有を釈放し、車でCTUへ送り届ける途中で何者かに撃たれる。
松岡
演 - 松澤匠
警視庁臨海水上警察署の巡査部長。湾岸北11Aドック付近で逃走中の美有を保護する。
長谷川
演 - 増田俊樹
警視庁臨海水上警察署の警察官。現馬に港で揚がった娘の遺体を引き取りたいと言われる。

### その他
桑村レン（くわむら れん）
原作 - ヴィクター・ロブナー
演 - 栗原類
那覇からCTUに朝倉麗暗殺計画の情報を提供する男。
中田
演 - 松嶋亮太
電話中に美有から助けを求められた男。
明本めぐみ
演 - 藤倉みのり
聖マークス病院の医師。交通事故に遭い救急車で運ばれてきた寿々の緊急手術をする。
井口
演 - 佐藤一平
聖マークス病院の警備主任。手術中の寿々のオペ室周りを警護する。
吉田秀一
演 - 宮川浩明
朝倉麗の朝食会の手荷物検査スタッフ。
明智蘭
演 - 兎本有紀
明智菫の母。現馬に指示された水石からヒロシを連れてCTUに来るよう言われ孫とCTUを訪れる。
明智ヒロシ
演 - 鳴海竜明
明智菫の息子。6歳。心臓が弱く手術が必要。祖母の蘭とCTUを訪れる。
磯部楼里
演 - 周本絵梨香
昼はスーパー、夜は宅配便の集配センターで働いている。結婚して子供は2人いるが、事故で障害の残った姉を引き取ったあと夫と別れ子供も取られた。
仕事が終わり車で帰宅しているとき、逃走中の現馬に銃を突きつけられ車に乗せる。
近隣の廃ビルに現馬と共に立て篭もり、上述の事情を現馬に話して同情されたが現馬を信用しきれず彼を追ってきた警官に潜伏場所を教えてしまった。
その後の動向は不明。
小桜桃江
演 - 和泉ちぬ
児童養護施設「聖クレーグ学園」のスタッフ。
海斗
演 - 松本優翔
児童養護施設「聖クレーグ学園」の子供。
赤木
演 - 西野大作
テッド・福井の防弾仕様のリムジンの運転手。湾岸ヘリポートに向かう予定だったが現馬に車を取られる。
司春奈
演 - 枝元萌
衣田記念総合病院の医師。救助された六花と美有の担当医。
青山由希（あおやま ゆき）
原作 - ターニャ
演 - 小山あずさ
ジュエリーデザイナー。記憶を失った六花を車に乗せる。
浜畑圭介（はまはた けいすけ）
原作 - フィル・パースロー
演 - 西村直人
六花のことを知る医師。六花が現馬と別居していた時期に、たまたま行った寿司屋で知り合った。六花を殺しに来たアサノに撃たれたが奇跡的に生きており、病院へ送られた。
杉浦康臣
演 - キンタカオ
浜畑の昔の同級生。元刑事で用心する為に浜畑に呼ばれ、見張りをする為に外を出る。暫くしてトイレを借りに家に戻った直後に、アサノに撃たれて即死した。
岡本
演 - 山口岳彦
レストランの店長。六花の顔見知りで、病院にいる浜畑に連絡する。
テツ
演 - 本田聡
仁の仲間。囮捜査により警察に逮捕される。
マサ
演 - 浅野竣哉
仁の仲間。囮捜査により警察に逮捕される。
岩片烈次郎（いわかた れつじろう）
原作 - マーク・デサルボ
演 - 大西武志
外事監察局特別課の職員。特殊重罪人の収容施設の所長。現馬の話を聞き、彼に協力するがアンドレらに捕まり射殺された。

## 原作からの変更点
『24 -TWENTY FOUR-』のシーズン1をベースにしているが、いくつかの変更点がある。
- 「黒人初の大統領候補」から「女性初の総理大臣候補」に変更されている。
- 「夜のとばり作戦」は、「海外での邦人人質救出」と「テロ用の化学兵器工場の爆破」に変更されている。
- テロリストの本拠地、および「夜のとばり作戦」が実行されたのは、架空の国家「マドレーバ連邦」となっている（原作では実在国家が設定されている）。
- オリジナル版の2001年から20年近くが経過しており、コンピューターの進歩、防犯システムの発展、国際情勢の変化など、「2020年の最新テクノロジーと世界情勢」を盛り込んでいる[50]。
- 最終話の結末は日本オリジナル[51]。

## 製作
テレビ朝日の神田エミイ亜希子プロデューサーによれば、原作の権利を有する20世紀フォックスからは4-5年にわたる権利交渉を重ねて厳しい条件を提示されており、時間軸に沿った展開、設定変更の説明、コンセプトデザインを提示したうえ、24話=2クールでの放送を交渉したことが契約の決め手の1つとなった。
一方、警察ではないCTUが拳銃を所持できることをドラマに溶け込むよう、本編では描いていない裏設定も含め、日本版CTUについてはそのリアリティも含めて議論を重ねたが、設定を作り上げるのが一番大変で、日本らしさを取り入れた大きな要素としての家族設定は、本国から評価された。
なお、CTUの着信音は音階を作曲家に分析して日本版に作り変えてもらったほか、24時間のデジタルカウントは今（2020年）の人の感覚に合うよう、日本版の世界観に合わせたデザインに作り変えてもらったという。唐沢については、彼が原作の大ファンであることを知って運命だと思ったうえ、20世紀フォックスからも「とても合っている」と非常にポジティブな反応が返ってきたことが、自信になった。
唐沢にコンセプトデザインや世界観の作り込みのイメージを見せ、監督たちと共に具体的なキャラクターのイメージを作っていったが、唐沢もその思いを真摯に受け止めて一緒に考えてくれたという。神田は視聴者に食わず嫌いにならず第1話を見て欲しい思いに際し、厳しい目やファンの拒否反応も承知のうえで、プライドを持って作っていることを明かしている。

## スタッフ
- 原作 - Based on the U.S. Series "24" Created by JOEL SURNOW & ROBERT COCHRAN
  - © 2020 Twentieth Century Fox Film Corporation. All Rights Reserved.
- Written by - ROBERT COCHRAN、JOEL SURNOW、MICHAEL LOCEFF（英語版）、CHIP JOHANNESSEN、HOWARD GORDON、ANDREA NEWMAN、VIRGIL WILLIAMS（英語版）、LARRY HERTZOG（英語版）、MICHAEL CHERNUCHIN（英語版）、MAURICE HARLEY（英語版）
- 日本語版脚本 - 長坂秀佳
- 日本語版脚本協力 - 山浦雅大
- 監督 - 鈴木浩介、木内健人、日暮謙、大塚徹
- 音楽 - 奈良悠樹
- サウンドデザイン - 石井和之
- 軍事・警察監修 - 古谷謙一
- IT・セキュリティ監修 - 草場英仁
- 航空監修 - 坪田敦史
- アクションコーディネート - BOSアクションユニティ
- アクション - 和田三四郎
- ガンエフェクト - 早川光
- チーフプロデューサー - 五十嵐文郎（テレビ朝日）
- プロデューサー - 船津浩一（テレビ朝日）、神田エミイ亜希子（テレビ朝日）、下山潤（トータルメディアコミュニケーション）
- 協力プロデューサー - 藤本一彦（テレビ朝日）
- 制作協力 - トータルメディアコミュニケーション
- 制作著作 - テレビ朝日

## 放送日程
| 各話                                                                   | 放送日          | サブタイトル          | サブタイトル （配信オリジナルストーリー） | Written by                                                                           | 監督     | 視聴率 |
| ---------------------------------------------------------------------- | --------------- | --------------------- | ----------------------------------------- | ------------------------------------------------------------------------------------ | -------- | ------ |
| #1                                                                     | 2020年 10月09日 | 00:00A.M. - 01:00A.M. | 出会い                                    | ROBERT COCHRAN & JOEL SURNOW                                                         | 鈴木浩介 | 7.7%   |
| #2                                                                     | 10月16日        | 01:00A.M. - 02:00A.M. | 来日スケジュール                          | JOEL SURNOW & MICHAEL LOCEFF                                                         | 鈴木浩介 | 5.3%   |
| #3                                                                     | 10月23日        | 02:00A.M. - 03:00A.M. | 誘拐計画                                  | JOEL SURNOW & MICHAEL LOCEFF                                                         | 鈴木浩介 | 4.5%   |
| #4                                                                     | 10月30日        | 03:00A.M. - 04:00A.M. | 思惑                                      | ROBERT COCHRAN                                                                       | 木内健人 | 5.2%   |
| #5                                                                     | 11月06日        | 04:00A.M. - 05:00A.M. | 采配                                      | CHIP JOHANNESSEN                                                                     | 木内健人 | 4.6%   |
| #6                                                                     | 11月13日        | 05:00A.M. - 06:00A.M. | 支援                                      | HOWARD GORDON                                                                        | 木内健人 | 4.1%   |
| #7                                                                     | 11月20日        | 06:00A.M. - 07:00A.M. | 始末                                      | ANDREA NEWMAN                                                                        | 大塚徹   | 4.9%   |
| #8                                                                     | 11月27日        | 07:00A.M. - 08:00A.M. | 侵入                                      | JOEL SURNOW & MICHAEL LOCEFF                                                         | 日暮謙   | 5.2%   |
| #9                                                                     | 12月04日        | 08:00A.M. - 09:00A.M. | 発覚                                      | VIRGIL WILLIAMS                                                                      | 鈴木浩介 | 5.1%   |
| #10                                                                    | 12月11日        | 09:00A.M. - 10:00A.M. | ヒーロー                                  | LARRY HERTZOG                                                                        | 鈴木浩介 | 5.2%   |
| #11                                                                    | 12月18日        | 10:00A.M. - 11:00A.M. | 内輪もめ                                  | ROBERT COCHRAN                                                                       | 木内健人 | 5.2%   |
| #12                                                                    | 12月25日        | 11:00A.M. - 12:00P.M. | 宣戦布告                                  | HOWARD GORDON                                                                        | 木内健人 | 5.2%   |
| #13                                                                    | 2021年 1月08日  | 12:00P.M. - 01:00P.M. | 告白                                      | ANDREA NEWMAN                                                                        | 日暮謙   | 5.1%   |
| #14                                                                    | 1月15日         | 01:00P.M. - 02:00P.M. | 見極め                                    | JOEL SURNOW & MICHAEL LOCEFF                                                         | 鈴木浩介 | 4.7%   |
| #15                                                                    | 1月22日         | 02:00P.M. - 03:00P.M. | すれ違い                                  | MICHAEL CHERNUCHIN                                                                   | 日暮謙   | 4.6%   |
| #16                                                                    | 1月29日         | 03:00P.M. - 04:00P.M. | 胸騒ぎ                                    | ROBERT COCHRAN & HOWARD GORDON                                                       | 鈴木浩介 | 4.9%   |
| #17                                                                    | 2月05日         | 04:00P.M. - 05:00P.M. | 密会                                      | MICHAEL CHERNUCHIN                                                                   | 木内健人 | 5.5%   |
| #18                                                                    | 2月12日         | 05:00P.M. - 06:00P.M. | 優しさ                                    | MAURICE HARLEY                                                                       | 鈴木浩介 | 4.2%   |
| #19                                                                    | 2月19日         | 06:00P.M. - 07:00P.M. | 支え                                      | JOEL SURNOW & MICHAEL LOCEFF                                                         | 日暮謙   | 4.8%   |
| #20                                                                    | 2月26日         | 07:00P.M. - 08:00P.M. | 取引                                      | ROBERT COCHRAN & HOWARD GORDON                                                       | 鈴木浩介 | 4.7%   |
| #21                                                                    | 3月05日         | 08:00P.M. - 09:00P.M. | 家族                                      | JOEL SURNOW & MICHAEL LOCEFF                                                         | 大塚徹   | 4.3%   |
| #22                                                                    | 3月12日         | 09:00P.M. - 10:00P.M. | 朗報                                      | JOEL SURNOW & MICHAEL LOCEFF                                                         | 鈴木浩介 | 5.1%   |
| #23                                                                    | 3月19日         | 10:00P.M. - 11:00P.M. | 疑惑                                      | ROBERT COCHRAN & HOWARD GORDON                                                       | 木内健人 | 4.4%   |
| #24                                                                    | 3月26日         | 11:00P.M. - 12:00P.M. | 戸惑い                                    | (Teleplay by) JOEL SURNOW & MICHAEL LOCEFF (Story by) ROBERT COCHRAN & HOWARD GORDON | 鈴木浩介 | 5.9%   |
| （平均視聴率は5.0％ ビデオリサーチ調べ、関東地区・世帯・リアルタイム） |                 |                       |                                           |                                                                                      |          |        |

### 参照話数
1. 1 2 3 4 5 6 7 8  最終話
2. 1 2 3 4 5 6  第13話
3. 1 2 3 4 5 6 7 8  第1話
4. 1 2 3 4 5  第6話
5. 1 2 3 4 5  第2話
6. 1 2 3 4 5 6 7  第3話
7. 1 2 3 4  第23話
8. 1 2 3 4 5 6 7 8 9 10  第19話
9. 1 2  第7話
10. 1 2 3 4  第8話
11. 1 2 3 4 5  第9話
12. 1 2 3 4 5 6  第10話
13. 1 2 3 4 5 6  第17話
14. 1 2 3 4 5 6 7 8 9 10  第16話
15. 1 2 3 4 5 6  第15話
16. 1 2 3 4 5  第18話
17. 1 2 3 4  第21話
18. 1 2 3 4  第12話
19. 1 2 3 4 5  第4話
20. 1 2 3 4 5 6  第5話
21. 1 2 3 4 5  第20話
22. 1 2 3 4  第11話
23. 1 2 3 4 5  第14話
24. 1 2 3  第22話